# Roes
Roes ist eine Ortsgemeinde im Landkreis Cochem-Zell in Rheinland-Pfalz. Sie gehört seit dem 1. Juli 2014 der Verbandsgemeinde Kaisersesch an. Zur Gemeinde gehören neben der Ortschaft Roes die Burg Pyrmont, die Pyrmonter Mühle mit dem Wasserfall der Elz, die Schwanenkirche sowie die Pyrmonter Höfe.

## Geographie
Der Ort liegt in der Vordereifel zwischen Treis-Karden an der Mosel und der A 48. Der Elzbach fließt durch die Gemarkung.

## Geschichte
Der Ort wurde im Jahr 928 erstmals urkundlich erwähnt. In einer Schenkungsurkunde Kurtriers von 1121 heißt der Ort noch „Roseda“ (lat.: roseturn = Hecke wilder Rosen). Die Herren von Pyrmont waren ab 1317 als Nachfolger des Stifts St. Kastor Grundherren im Ort. Der Grundbesitz teilte sich aber auf mehrere Grundherren auf. 1790 hatten neben dem Grafen Waldbott von Bassenheim die Freiherrn von Clodt, von Gymnich, die Abtei Himmerod, die Herren von Solemacher und das Franziskanerinnenkloster in Karden Grundbesitz in Roes. Ab 1794 stand Roes unter französischer Herrschaft und gehörte von 1798 bis 1814 zum Kanton Münstermaifeld. Im Jahr 1815 wurde der Ort auf dem Wiener Kongress dem Königreich Preußen zugeordnet. Die im Zweiten Weltkrieg im Jahr 1944 völlig zerstörte Schwanenkirche wurde 1951 unter Leitung von K. P. Böhr in moderner Form neu errichtet. Seit 1946 ist der Ort Teil des damals neu gebildeten Bundeslandes Rheinland-Pfalz.

## Politik

### Gemeinderat
Der Gemeinderat in Roes besteht aus acht Ratsmitgliedern, die bei der Kommunalwahl am 9. Juni 2024 in einer Mehrheitswahl gewählt wurden, und dem ehrenamtlichen Ortsbürgermeister als Vorsitzendem. Bis zur Wahl 2024 gehörten dem Gremium 12 Ratsmitglieder an.

### Bürgermeister
Jörg Fuhrmann wurde im Juli 2014 Ortsbürgermeister von Roes. Bei der Direktwahl am 26. Mai 2019 wurde er mit einem Stimmenanteil von 83,11 % für weitere fünf Jahre in seinem Amt bestätigt. Da bei der Direktwahl am 9. Juni 2024 kein Wahlvorschlag eingereicht wurde, obliegt die Neuwahl des Bürgermeisters gemäß rheinland-pfälzischer Gemeindeordnung dem Rat. Da dieser keinen Bewerber fand, führt der bisherige Ortsbürgermeister bis auf Weiteres die Geschäfte der Ortsgemeinde weiter.
Fuhrmanns Vorgänger im Amt war Arnold Johann.

### Wappen
| Wappen von Roes | Blasonierung: „Über blauem Schildfuß, darin ein silberner Schwan, in Silber ein grüner Pfahl, belegt mit einer silbernen Urne, darin drei begrannte (goldene) Getreideähren, vorne ein roter Sparrenschrägbalken, hinten drei pfahlweise gestellte rote (heraldische) Rosen.“ |
| Wappen von Roes | Wappenbegründung: Der Schwan auf blauem Grund weist auf die im Gemeindeeigentum stehende Schwanenkirche hin, die um 1460 bis 1492 gebaut wurde. Der Sparrenbalken wurde dem Wappen derer von Pyrmont entlehnt, sie waren die Erbauer der Schwanenkirche. In einem Brandgrab der Urnenfelderzeit, östlich der Straße Roes–Brohl, wurde im Jahre 1936 die abgebildete Urne geborgen; sie symbolisiert die jahrhundertealte Besiedlung des Raumes. Für die im Ort betriebene Landwirtschaft stehen die drei goldenen Ähren im Wappen. Die drei Rosen deuten auf den Ortsnamen hin. |

## Kultur und Sehenswürdigkeiten

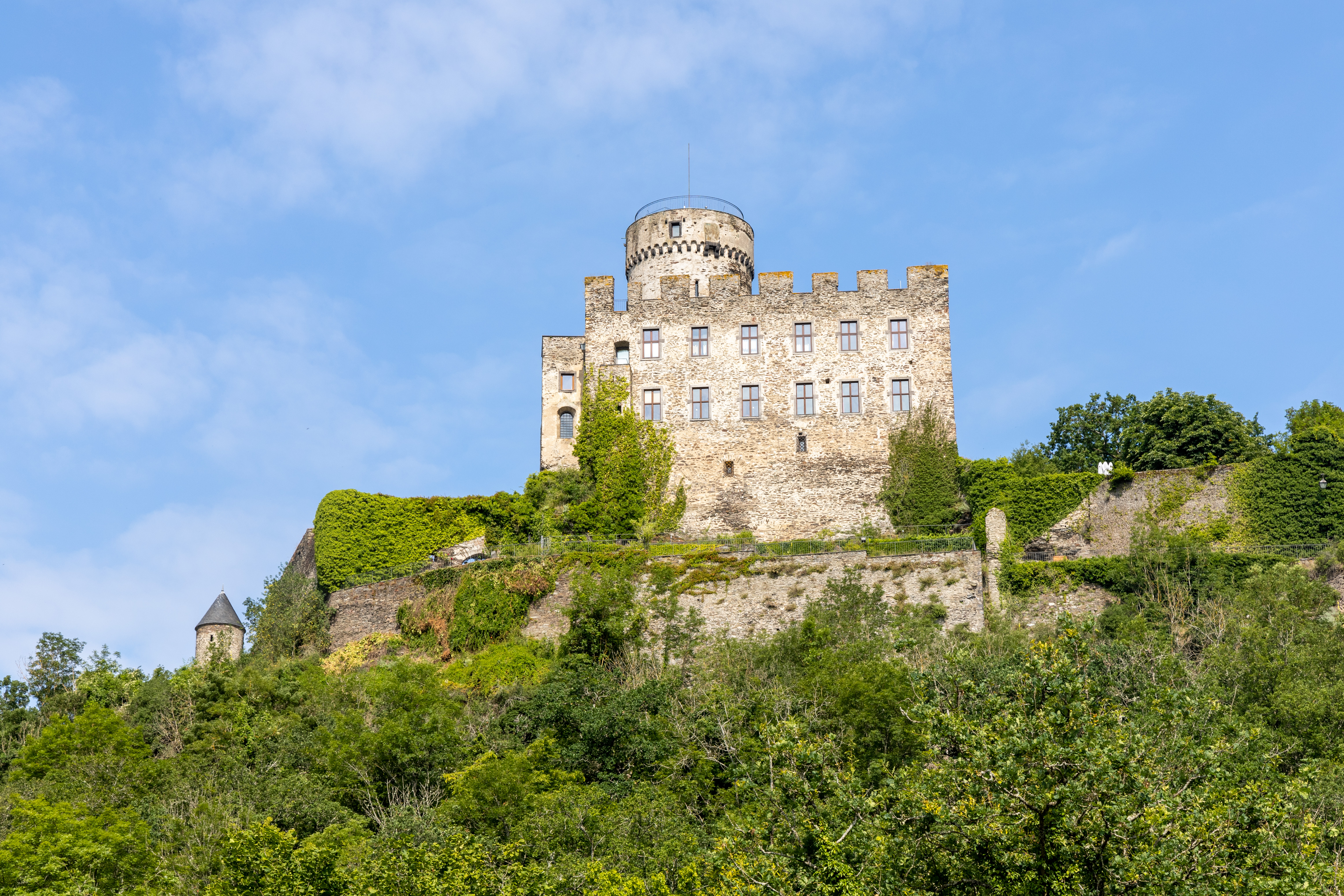
Die Burg Pyrmont, Ostseite

### Bauwerke
- Burg Pyrmont
- Schwanenkirche
- Alte Schule Roes

### Naturdenkmäler
- Wasserfall der Elz an der Pyrmonter Mühle

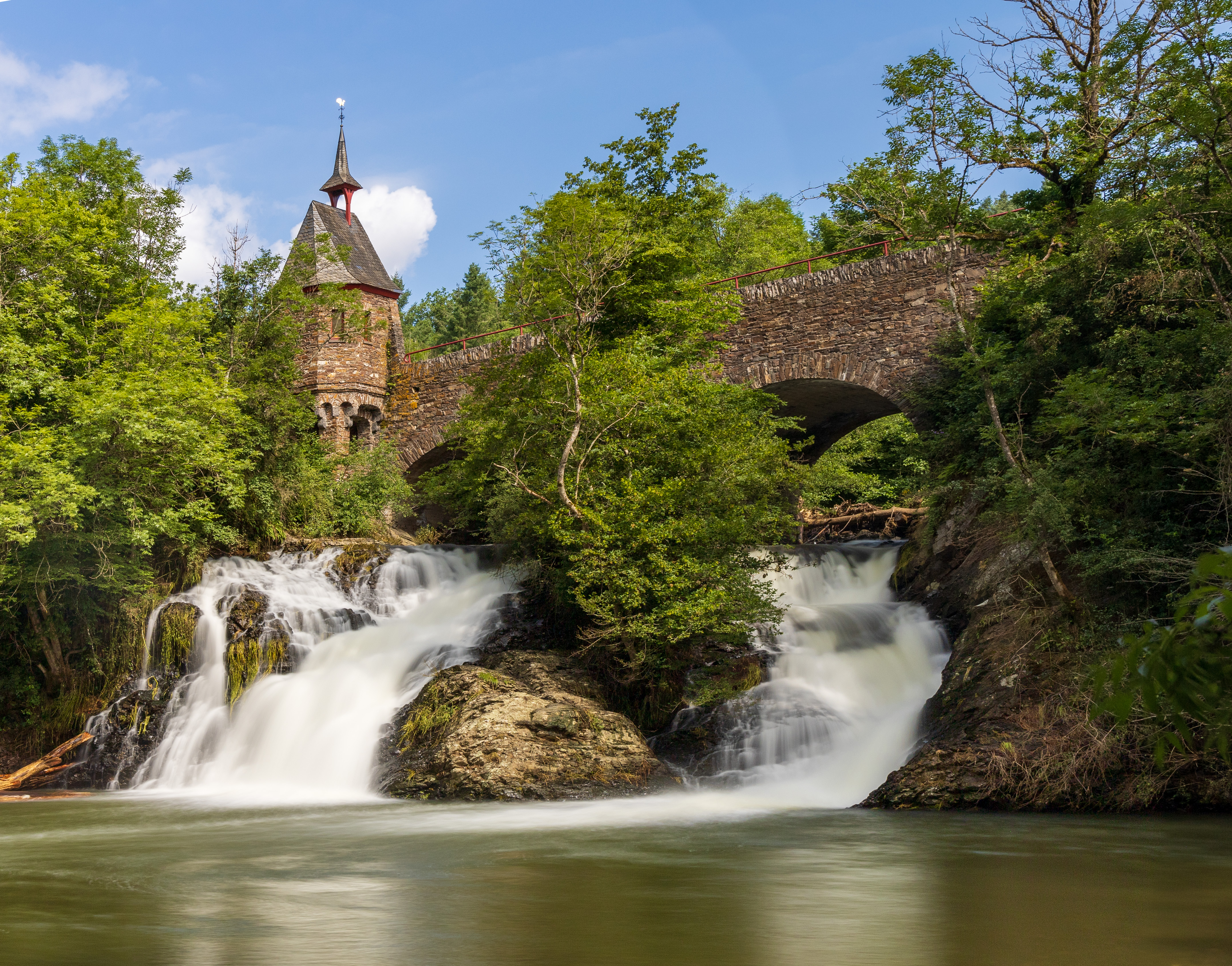
Elzbachfall an der Pyrmonter Mühle (2021)

### Regelmäßige Veranstaltungen
- Roeser Pfingsten (Junggesellenfest)
- Kirchweih St.-Ägidius-Kirmes, 1. Septemberwochenende

## In Roes geboren
- Peter Mieden (1882–1962), Landtagsabgeordneter, Vizepräsident des Bauern- und Winzerverbandes Rheinland-Nassau e. V.